# Girolamo Mechelli
Girolamo Mechelli (Morlupo, 17 marzo 1923 – Roma, 29 maggio 1986) è stato un politico italiano, primo Presidente della Giunta regionale del Lazio e primo Presidente del Consiglio regionale del Lazio.

## Biografia
Originario di Morlupo fu particolarmente attivo politicamente operando come organizzatore provinciale della Democrazia Cristiana nella provincia di Roma. Nelle file della DC fu più volte eletto al consiglio provinciale nel collegio di Campagnano di Roma dal 1960 al 1966 e poi a quello regionale dal 1970 al 1986; fu assessore provinciale ai lavori pubblici tra il 1961 e il 1964 e poi Presidente della stessa provincia dal 1966 al 1970, ricoprendo anche la carica di presidente dell'Unione regionale delle provincie del Lazio.
Nel luglio 1970 fu eletto come primo Presidente del Consiglio regionale del Lazio e poi a settembre come primo Presidente della Giunta regionale; nei successivi anni tornerà alla presidenza del consiglio regionale tra il 1978 e il 1980 e nuovamente tra il 1981 e il 1986.
Nel 1977 fu rinviato a giudizio per sospette infiltrazioni mafiose nell'ente regionale; condannato in primo grado fu poi assolto con formula piena nel processo d'appello. Il 26 aprile 1978, pochi giorni prima dell'uccisione di Aldo Moro, fu aggredito a Roma sulla circonvallazione Nomentana nell'ambito di un attentato rivendicato poi dalle Brigate Rosse. Il suo nome inoltre compariva, secondo un articolo pubblicato dal Corriere della Sera (smentito però dalla DIGOS) in una lista trovata nel covo delle BR di via Gradoli e mai resa nota.
Morì nel 1986, mentre era ancora in carica come Presidente del Consiglio regionale, e il suo seggio in consiglio fu poi occupato dal compagno di partito Arnaldo Lucari.